# Conférences Massey
Pour les articles homonymes, voir Massey.
Les conférences Massey sont un événement littéraire et radiophonique prestigieux tenu annuellement au collège Massey de l'Université de Toronto. Des personnalités de première importance sont invitées à la plus grande université du Canada pour discuter sur des sujets philosophiques et culturels. Créées en 1961 pour honorer le gouverneur-général Vincent Massey, elles ont attiré des conférenciers tels que Northrop Frye, Michael Ignatieff, Noam Chomsky, Jane Jacobs, John Ralston Saul et Martin Luther King, Jr..
Les conférences sont diffusées à la radio sur CBC Radio dans le cadre de l'émission Ideas (en). Outre la CBC et l'Université de Toronto, la maison d'édition House of Anansi Press (en) est un commanditaire principal, et publie les conférences sous forme de livres.

## Anciens conférenciers
- 1961 - Barbara Ward Jackson, The Rich Nations and the Poor Nations
- 1962 - Northrop Frye, The Educated Imagination
- 1963 - Frank Underhill (en), The Image of Confederation
- 1964 - C. B. Macpherson, The Real World of Democracy
- 1965 - John Kenneth Galbraith, The Underdeveloped Country
- 1966 - Paul Goodman, The Moral Ambiguity of America
- 1967 - Martin Luther King, Conscience for Change
- 1968 - Ronald Laing, The Politics of the Family
- 1969 - George Grant (en), Time as History
- 1970 - George Wald, Therefore Choose Life
- 1971 - James Corry (en), The Power of the Law
- 1972 - Pierre Dansereau, Inscape and Landscape
- 1973 - Stafford Beer, Designing Freedom
- 1974 - George Steiner, Nostalgia for the Absolute
- 1975 - John Tuzo Wilson, Limits to Science
- 1977 - Claude Lévi-Strauss, Myth and Meaning
- 1978 - Leslie Fiedler (en), The Inadvertent Epic
- 1979 - Jane Jacobs, Canadian Cities and Sovereignty Association
- 1981 - Willy Brandt, Dangers and Options: The Matter of World Survival
- 1982 - Robert Jay Lifton, Indefensible Weapons
- 1983 - Eric Kierans, Globalism and the Nation State
- 1984 - Carlos Fuentes, Latin America: At War with the Past
- 1985 - Doris Lessing, Prisons We Choose to Live Inside
- 1987 - Gregory Baum, Compassion and Solidarity: The Church for Others
- 1988 - Noam Chomsky, Necessary Illusions: Thought Control in Democratic Societies
- 1989 - Ursula Franklin, The Real World of Technology
- 1990 - Richard Lewontin, Biology as Ideology: The Doctrine of DNA
- 1991 - Charles Taylor, The Malaise of Modernity
- 1992 - Robert Heilbroner, Twenty-First Century Capitalism
- 1993 - Jean Bethke Elshtain (en), Democracy on Trial
- 1994 - Conor Cruise O'Brien, On the Eve of the Millennium
- 1995 - John Ralston Saul, The Unconscious Civilization
- 1997 - Hugh Kenner, The Elsewhere Community
- 1998 - Jean Vanier, Becoming Human
- 1999 - Robert Fulford, The Triumph of Narrative
- 2000 - Michael Ignatieff, The Rights Revolution
- 2001 - Janice Stein (en), The Cult of Efficiency
- 2002 - Margaret Visser (en), Beyond Fate
- 2003 - Thomas King, The Truth About Stories
- 2004 - Ronald Wright, A Short History of Progress
- 2005 - Stephen Lewis, Race Against Time
- 2006 - Margaret Somerville The Ethical Imagination
- 2007 - Alberto Manguel, The City of Words
- 2008 - Margaret Atwood, Payback: Debt and the Shadow Side of Wealth
- 2009 - Wade Davis, The Wayfinders: Why Ancient Wisdom Matters in the Modern World
- 2010 - Douglas Coupland, Player One: What is to Become of Us
- 2011 - Adam Gopnik (en), Winter: Five Windows on the Season
- 2012 - Neil Turok, The Universe Within: From Quantum to Cosmos
- 2013 - Lawrence Hill, Blood: The Stuff of Life
- 2014 - Adrienne Clarkson, Belonging: The Paradox of Citizenship
- 2015 - Margaret MacMillan, History's People: Personalities and the Past
- 2016 - Jennifer Welsh (en), The Return of History: Conflict, Migration and Geopolitics in the Twenty-First Century
- 2017 - Payam Akhavan (en), In Search of a Better World: A Human Rights Odyssey[2]
- 2018 - Tanya Talaga (en), All Our Relations: Finding the Path Forward[3]
- 2019 - Sally Armstrong (en), Power Shift: The Longest Revolution[4].